# Nadejda Krúpskaia
|  | Aquest article tracta sobre la revolucionària russa. Si cerqueu la unitat territorial russa, vegeu «Krúpskaia». |

Nadejda Konstantínovna Krúpskaia (en rus: Надежда Константиновна Крупская; Sant Petersburg, 26 de febrer de 1869 - Moscou, 27 de febrer de 1939) fou una revolucionària bolxevic i pedagoga russa. Va ser una peça clau en l'època prèvia a la Revolució Russa: prengué un càrrec similar al del seu marit, Vladímir Lenin, mentre aquest es trobava a l'exili. Després del triomf de la Revolució Russa, participà activament en la política social i educativa del nou règim polític. Després de la mort de Lenin s'oposà a l'estalinisme.

## Biografia
Nadejda Krúpskaia va néixer a Sant Petersburg, filla de Konstantín Ignàtievitx Krupskiun, professor i noble oficial. Va assistir a l'escola secundària i després es va formar com a professora. Va ensenyar a treballadors en un cercle d'estudiants marxistes a Sant Petersburg, en 1894, època en la qual va conèixer Vladímir Ilitx Uliànov, més tard anomenat Lenin, que treballava allí com advocat al bufet MF Wolkenstein.
Van assistir a esdeveniments polítics junts i es van fer amics immediatament. El 1896 va ser condemnada a dos anys de presó per «agitació prohibida», va haver de servir durant sis mesos, seguit d'un desterrament de tres anys. El seu destí va ser la ciutat d'Ufà, desfavorable pel que fa al clima. Va sol·licitar permís per ser desterrada com a «parella sentimental» de Lenin a Xuixenskoie (li havia proposat matrimoni a Lenin abans de la sortida cap a Sibèria, però Lenin es va negar). La sol·licitud es va concedir amb la condició que el matrimoni de Nadejda Krúpskaia amb Lenin es fes «sense demora», i que al final del seu desterrament, s'haurà de dirigir-se a Ufà sola.
Juntament amb la seva mare, Ielizaveta Vassílievna Krúpskaia, la jove va viatjar a Sibèria. La mare hauria de conviure amb la futura parella per tota la vida. Després del matrimoni per l'església al 1898, la família va passar el seu desterrament a Xuixenskoie. Els exiliats van rebre una subvenció financera del govern i van contactar a una criada de setze anys anomenada Pasha Jashenko. Durant l'exili van escriure el Desenvolupament del capital a Rússia. Nadejda Krúpskaia va acabar a Xuixenskoie el llibre Женщина - работница («La dona treballadora»), que es va imprimir per primera vegada al 1901 a Múnic. El 1906, el document va ser reimprès en una edició de 20.000 exemplars i distribuït gratuïtament a empleats i treballadores.
L'11 de març de 1901, va acabar el seu periode de desterrament i se li va lliurar un passaport perquè pogués viatjar a l'estranger, on va partir pocs dies més tard. Després de buscar Lenin en va a Praga on havia fingit residir per despistar la policia, es va reunir amb ell a Múnic.

## Primer Exili
D'abril de 1901 a novembre de 1905, va viure al costat de Lenin a Múnic, Londres i Ginebra.
En el perióde d'exili de 1901 a 1905 juts van llançar la revista Iskra i van lluitar per construir-la. Al mateix temps, va substituir a tota una secretaria i una oficina d'organització. Va assumir tota la correspondència que s'havia de fer per construir el moviment revolucionari a Rússia. Les seves habilitats lingüístiques (ja que parlava alemany, francès, anglès i polonès) van resultar indispensables durant molts anys d'exili a Alemanya, Suïssa, França i Polònia. en aquells temps Nadejda i Vladimir tingueren una estreta relació amb Vera Zassúlitx i Iuli Mártov, redactors d'Iskra. Com a secretària d'Iskra fins a 1903, Krúpskaia coordinava la distribució clandestina de la publicació a Rússia. Organitzava amb notable eficàcia uns trenta o quaranta agents encarregats de la xarxa de distribució, malgrat la seva escassa experiència, abandonà el càrrec i la revista després de la disputa amb els menxevics.
Va participar al III Congrés del POSDR de la primavera de 1905, per informar de la situació a Rússia gràcies a la correspondència que rebia com a coordinadora de la distribució del la nova publicació fundada per Lenin, Vperiod, i per redactar la versió definitiva de les actes del congrés.
Tornà amb Lenin a Russia el 1905, i aviat passaren a la clandestinitat, vivint a temporades a territori de Finlàndia, prop de Sant Petersburg. A més de secretària del comitè central per a la fracció bolxevic del POSDR fins a finals de 1905, les tasques de Krúpskaia incloïen la coordinació dels camarades que acudien a la capital des de les províncies o a visitar Lenin, així com aconseguir documentació falsa i literatura subversiva per la seva distribució. La seva tasca més important, però, era el control de les finances bolxevics. A partir d'agost de 1906 tornà a encarregar-se de la distribució del nou periódic bolxevic Proletarii, des de Finlàndia. Treballà també per al V Congrés del partit, que es va celebrar a Londres a finals de la primavera del 1907. Poc després, amb la tornada al poder de l'autoritat tsarista, Krúpskaia i Lenin es tornaren a exiliar, mentre Lenin passava a Suècia, Krúpskaia va quedar encarregada de destruir els arxius principals, va tornar a Sant Petersburg per trobar allotjament per a la seva mare, i va marxar després també a l'exili.

## Segon Exili
El seu segon exili començà a Suïssa. El 1908 a Ginebra va reprendre l'estudi del francès i de la pedagogia, abandonada deu anys abans. Després es va traslladar amb Lenin a París, on va residir fins a mitjan 1912. Entre 1911 i 1912 Inessa Armand va prendre les tasques principals de coordinació de les organitzacions d'emigrants, mentre que Krupskaiaa quedar com a responsable de Rabotxaia Gazeta (La gaseta obrera), el nou diari leninista.
El juliol de 1912 marxaren a Cracòvia, Polònia, Krúpskaia va continuar amb les seves tasques de secretària i comptable del partit sorgit de la conferència de Praga de 1912, que havia dividit a la pràctica el POSDR en dos. També s'encarregà de la coordinació de Pravda, quan encara es podia publicar a Rússia.
Afectada per la malaltia de Graves-Basedow, Lenin l'acompanyà a Berna, per ser operada pel doctor Theodor Kocher, premi nobel de medicina, el juliol de 1923.

## Esclat de la I Guerra Mundial
Quan va esclatar la Primera Guerra Mundial, Lenin va ser detingut per les autoritats austríaques i Krúpskaya va haver de buscar la intercessió del socialista moderat Víctor Adler per evitar una possible execució i aconseguir el seu alliberament. Després de dues setmanes de calabós, Lenin va ser alliberat i el matrimoni, acompanyat per la mare de Krúpskaia ja molt anciana i senil, va partir novament a Suïssa. Es tractava de la tercera estada en aquest país, que va durar d'agost de 1914 a abril de 1917.
Assumí diferents responsabilitats i càrrecs dins l'organització bolxevic. el març de 1915, va assistir juntament amb Inessa Armand al congrés de dones socialistes que es va celebrar a Berna en què les mocions esquerranes internacionalistes i antibel·licistes que defensaven van sortir derrotades. Durant aquesta època, va recuperar el seu lloc com a secretària del partit i del important Comitè d'Organitzacions d'Emigrants, des del qual va tractar d'atreure aquestes a la posició internacionalista, antibèl·lica i prorrevolucionària de l'esquerra bolxevic i Lenin. Era també secretària de la Comissió per a l'Ajuda als Presoners de Guerra Russos, una organització propagandística bolxevic que agitava entre els presoners de guerra.

## Retorn a Rússia
Després de la revolució de febrer, va poder tornar a Russia amb el famós tren que portà a Petrograd dirigents bolxevics de l'exili, com el mateix Lenin, i de seguida emprengué les seves tasques militants. A finals d'abril, va abandonar les tasques de coordinació i secretaria, i es va embrancar en tasques d'organització de la joventut i promoció de l'educació. En les eleccions municipals de principis de juny, va obtenir una regidoria al districte obrer de Vyborg, situat al nord de Petrograd, un dels més revolucionaris i amb majoria bolxevic, i va ingressar al comitè del districte com a encarregada d'instrucció pública. Des de llavors fins a la Revolució d'Octubre, es va dedicar a fomentar i millorar l'educació al districte capitalí, augmentant i millorant les instal·lacions educatives i culturals locals.
Un cop pres el poder pels bolxevics, alguns mitjans estrangers van començar a anomenar-la primera dama, per ser l'esposa del nou cap de l'Estat soviètic, apel·latiu del qual ella i el seu company es burlaven. En realitat, Krúpskaya poques vegades va exercir el paper protocol·lari d'esposa del cap de l'Estat i durant molts mesos no vivien conjuntament. Més tard sí que es traslladarien a Moscú per viure junt i amb la germana de Lenin, Maria.

## A la Comissaria d'Educació
Krúpskaya es va lliurar completament a la instauració d'una nova educació pública socialista, que al seu parer havia d'acabar amb l'analfabetisme, assolir l'emancipació de la dona, estendre la xarxa de biblioteques, afavorir el moviment juvenil comunista i l'educació contínua dels adults, acabar amb la religió i millorar la propaganda política.

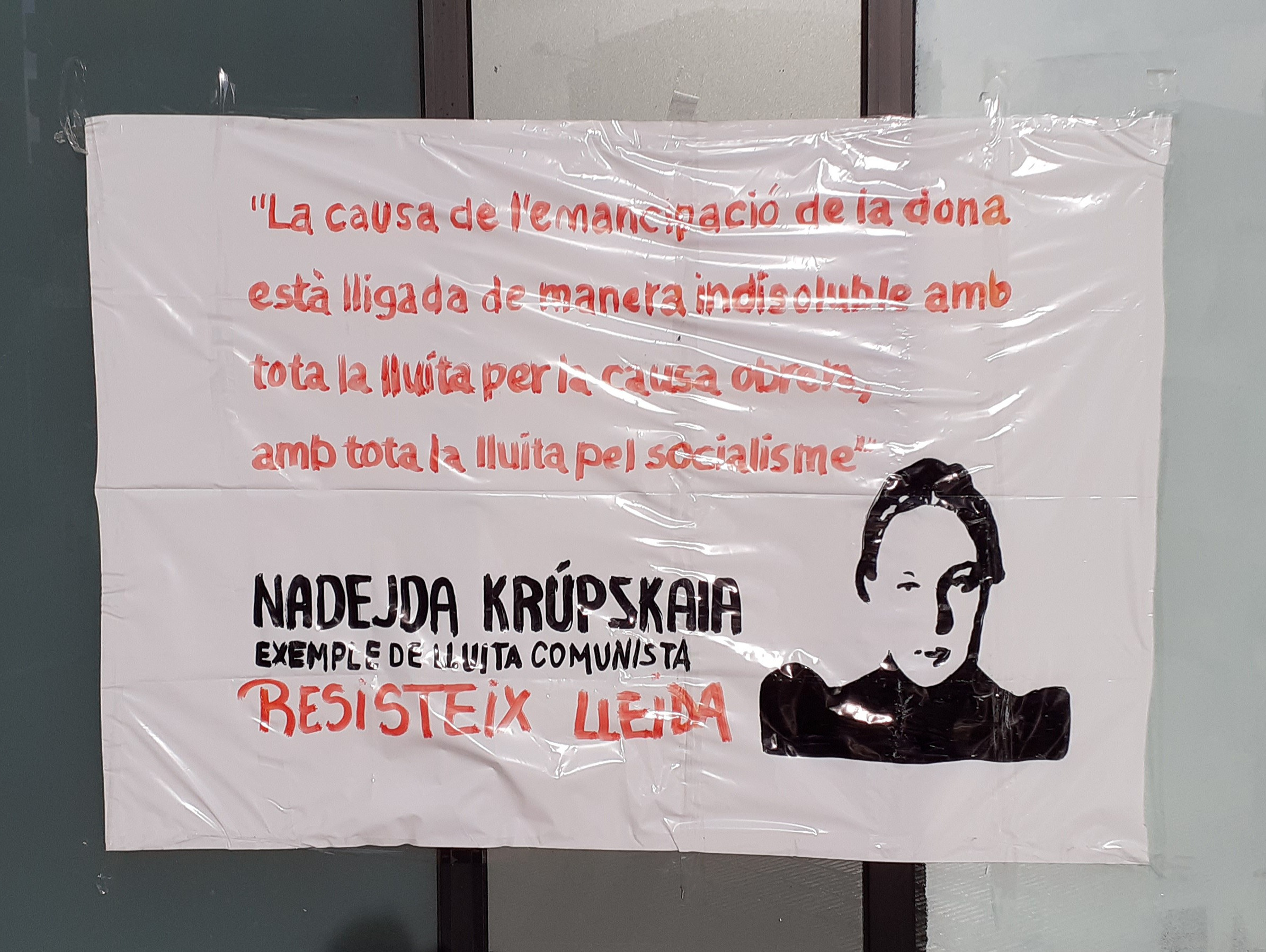

Després de la Revolució d'Octubre de 1917, Nadejda Krúpskaia va participar de forma protagonista en la construcció del futur sistema d'educació socialista. Ella i Lenin es van veure poques vegades en aquest moment. El 1920, va ser presidenta de la comissió principal per a l'Educació Cívica en el Comissariat del Poble d'Educació, Allí, la seva tasca d'instaurar una nova educació socialista, completa, universal i sense discriminacions va haver d'enfrontar-se a la realitat dura del moment: la destrucció causada per la guerra mundial i la civil, l'escassetat de professors i la seva hostilitat al nou règim, la manca d'escoles i de material escolar i l'ampli analfabetisme.
En la disputa de poder després de la retirada de Lenin per malaltia, poc abans de morir, Krupskaia inicialment donà suport a la posició majoritària del partit al voltant de Kamenev, Zinoviev (amb els quals havien compartit molts anys de lluita i exili) i Stalin.

## Mort de Lenin i disputes de poder a l'URSS
Després de la mort de Lenin el 1924 va participar en el seu lloc en congressos i va rebre premis en nom del seu difunt marit. Més tard, intentà publicar els darres escrits o "testament de Lenin" molt crític amb Stalin i altres dirigents, confiant els escrits a Kamenev, però no foren llegits al congrés del partit. Provà de comunicar-se amb Trotski, infructuosament. El 1925 s'apartà de les disputes per cansament i mal estat de salut. Després se situà amb l'oposicó en que ja es trobaven tant Trotski com Kamenev i Zinoviev en el XIV congrés del Partit, fins a l'octubre de 1926, firmà la «declaració dels tretze», en què es criticava el creixement de la burocràcia i l'allunyament del partit dels treballadors, sota la direcció de Stalin. Sempre expressà els seus desacords de forma interna al partit i no pública. Envià els darrers escrits de Lenin a l'estranger perquè es publiquessin, i aparegueren l'octubre de 1926 a Nova York. Fou el seu darrer acte d'oposició. Des d'aleshores renuncià a l'enfrontament davant les amenaces de Stalin i ostentaria diversos càrrecs més aviat honorífics.
El seu intent d'aturar Ióssif Stalin, va provocar el seu aïllament polític. No obstant això, va rebre el càrrec de comissària d'educació adjunta el 1929. Des de 1927,va ser membre del Comitè Central del Partit Comunista de la Unió Soviètica i va ser guardonada amb l'Ordre de Lenin i l'Ordre de la Bandera Roja del Treball. Més tard apareixeria regularment com una figura veterana simbòlica i amb escàs poder real. Fou una de les poques dirigents bolxevics originals supervivents a les purgues i repressió de Stalin. No són gaire coneguts els seus posicionaments polítics reals posteriors, al marge de la versió oficial en que apareixia al costat de les polítiques oficials, si bé alguns biògrafs han dit que s'oposà al culte da la personalitat de Lenin i als que considerà retrocessos en l'educació i drets de les dones. No feu públiques mai més crítiques, ni tan sols a la persecució i execució d'antics camarades com Kamenev i Zinoviev, tot i que Trotski va afirmar que els articles que van aparèixer en nom seu en defensa de les condemnes eren falsos.
Nadejda Krúpskaia va morir el 27 de febrer del 1939, a l'edat de 70 anys, i la seva urna va ser enterrada a la Necròpolis de la Muralla del Kremlin de Moscou. A la República Democràtica Alemanya, el nom de Nadejda Krúpskaia s'utilitzava sovint pera designar instal·lacions públiques. La UNESCO va fundar un premi amb el seu nom que s'atorgava anualment a aquells que es destacaven a la lluita per acabar amb l'analfabetisme.

## Intrigues
Abans del XX Congrés del PCUS (febrer de 1956), Nikita Khrusxov, al començament del seu famós discurs secret que va iniciar la desestalinització, la va citar de la següent manera:
Carta 23. Krúpskaia a Kàmenev, que en aquell moment era president del Politburó.
Lev Boríssovitx, a causa de la breu carta que em va dir Vlad. Dictat a Ilitx amb el permís dels metges, Stalin em va permetre ahir un gran fracàs. No he estat a la festa d'ahir. En tots aquests trenta anys, mai no he escoltat una sola paraula gruixuda de cap company. Els interessos del partit i d'Ilitx no són per a mi menys estimats que per a Stalin. Ara, necessito un màxim d'autocontrol. El que puc i no puc parlar amb Ilitx, ho sé millor que qualsevol metge, perquè sé el que l'emociona i el que no, en tot cas, ho sé millor que Stalin. Em dirigeixo a vosaltres i a Grigori com a companys més propers de la WI que altres, i em demanen que em protegeixi de les greus interferències en la meva vida privada, dels abusos i les amenaces indignes. No dubto de la decisió unànime de la Comissió de Control amb la qual Stalin es va permetre amenaçar. Però no tinc ni la força ni el temps per fer front a aquestes estúpides intrigues. Jo també sóc una persona viva, i els meus nervis estan trencats.
N. Krúpskaia.
El 5 de març de 1923 Lenin va enviar a Stalin (amb una còpia per als camarades Kàmenev i Zinóviev) la següent carta:
Valuós Gen Stalin!
Tenien la grolleria de trucar a la meva dona al telèfon i insultar-la. Tot i que ha acceptat perdonar el que ha dit, Zinóviev i Kàmenev han sabut d'aquest fet. No tinc cap intenció d'oblidar fàcilment el que m'han fet i, per descomptat, miro el que s'ha fet a la meva dona com a cosa que també se m'ha fet a mi. Per tant, us demano que considereu si esteu disposat a retirar el que s'ha dit i demanar disculpes, o si preferiu trencar les relacions entre nosaltres.
Respectuosament, Lenin
Un asteroide de cinturó principal, (2071) Nadezhda, i l'illa Krupskoi a l'arxipèlag de la Terra del Nord s'anomenen Nadejda Krúpskaia.

## Publicacions (selecció)
- Pedagogičeskie sočinenija: v desjati tomach [Obres educatives en deu volums] (Moscou, 1957-1962)
- Pedagogia socialista. Volk i Wissen Volkseigener Verlag Berlin (4 volums) (= Educational Library)